# Informacijski sustavi
Informacijski sustav (IS) ili poslovni informacijski sustav (PIS) u strogoj je definiciji sustav koji prikuplja, pohranjuje, čuva, obrađuje, i isporučuje potrebne informacije na način da su dostupne svim članovima neke organizacije koji se njima žele koristiti te imaju odgovarajuću autorizaciju. No kraća, ali daleko složenija definicija glasi da je IS dio poslovnog sustava koji daje podatkovnu sliku procesa iz realnog sustava. To vrši modelom podataka, modelom procesa i modelom izvršitelja.
- Model podataka definira podatke koji se koriste u poslovnom sustavu.
- Model procesa definira procese iz poslovnog sustava te opisuje funkcije po kojima se ti procesi mjenjaju.
- Model izvršitelja definira sve koji su uključeni u izvršavanje procesa poslovnog sustava.

U novije doba IS ne daje samo podatkovni prijeslik realnog sustava već i temeljem tehnika koje se koriste u grani umjetne inteligencije nastoje iz podataka izlučiti informacije koje poslovodstvo koristi za donošenje odluka, odnosno moderni IS služi za potporu odlučivanju.

## Povijest
Razvoj informacijskih sustava proizašao je pod disciplina računalnih znanosti u pokušaju da razumije i racionalizira menadžment tehnologije unutar organizacija. Brzo nakon toga, informacijski sustavi postali su važno područje istraživanja i počelo ih se podučavati na svim većim sveučilištima i poslovnim školama u svijetu.

## Područja korištenja
Područje korištenja izraza Informacijski sustavi je široko. Koristi se u računalnim znanostima, matematici, geografiji, sociologiji, sistemskoj teoriji, telekomunikacijama, menadžmentu i drugim znanostima.

## Komponente informacijskog sustava

### Informacijski sustav
Informacijski sustav  je formalni dio komunikacijskog sustava određene poslovne jedinice, a sastoji se od skupine ljudi i strojeva koji obrađuju informacije i nalaze se u komunikacijskoj vezi radi realizacije poslovnih ciljeva.
Ovisno o odnosima ulaza i izlaza razlikujemo:
- upravljani (ulaz veći od izlaza)
- neutralni (ulaz jednak izlazu )
- upravljači (ulaz manji od izlaza)

U okviru svakog informacijskog sustava razlikuju se 4 aktivnosti:
- prikupljanje podataka,
- obrada,
- memoriranje i
- dostavljanje krajnjim korisnicima.

Svaki informacijski sustav treba imati 6 komponenti:

### 1. Hardware
Hardware je materijalna osnova- elektroničko računalo, ulazno izlazni uređaji, dio uređaja za komuniciranje i prijenos i ostala računalna oprema (npr. računalo, pisač, radne stanice, telekomunikacijska oprema i dr.) namijenjeni iskljuĉivo ili pretežito obradi podataka, odnosno informacija.

### 2. Software
Software  predstavlja nematerijalne elemente, a to su programi, uvježbanost i metode vezane uz organizaciju, upravljanje,obrađivanje i korištenje rezultata obrade. Nematerijalna komponenta također predstavlja ukupnost ljudskoga znanja ugrađenog u strojeve, opremu i uređaje. Software je obično pohranjen na memorijskim medijima (diskete, tvrdi diskovi, CD-ROM i dr.) jer, zapravo predstavlja magnetni, odnosno elektronski zapis.

### 3. Netware
Netware predstavlja mješovitu materijalno-tehničku (hardware) i nematerijalnu komponentu (software), koja omogućuje komuniciranje unutar mreže. Označava komunikacijsko povezivanje elemenata i dijelova sustava u cjelinu. To je mrežna osnovica informacijskog sustava. Sastoji se od različite komunikacijske hardversko - softverske opreme, mrežnih ulazno-izlaznih uređaja i sredstva za prijenos i komuniciranje koji nisu neposredni dijelovi računala. Dakle tvore ju sredstva i veze za prijenos podataka na daljinu, odnosno telekomunikacijska sredstva i veze u sustavu.

### 4. Lifeware
Ljudska komponenta koju čine kadrovi, odnosno ekipe stručnjaka, analitičara ili programera te svi ljudi koji u bilo kojoj funkciji i s bilo kakvom namjerom sudjeluju u radu sustava i koriste rezultate obrade podataka, odnosno informacija.

### 5. Orgware
Orgware su organizacijski postupci, metode i načini povezivanja i usklađivanja prethodnih komponenti u cjelinu.

### 6. Dataware
Dataware je zadužena za organizaciju baze podataka i informacijskih resursa. Dataware se više koristi kod velikih sustava gdje je potrebno izvršiti projektiranje baza podataka tako da ih mogu koristiti razni korisnici.
Informacijski sustav poduzeća treba zadovoljiti funkcije informiranja i funkcije dokumentiranja. 
- Prema složenosti postoje:
  - jednostavni – za ispunjavanje jednog zadatka
  - složeni – različito područje primjene, veći broj datoteka, zajednički sustav kodiranja,dobivanje složenih izvještaja
  - inteligentni – kod kojih uz ustaljene procese postoji i veći broj inteligentnih procedura i procesa koje automatski izvodi.

- Prema opsegu postoje: informacijski sustavi društva, republike, županije, regije itd.
- Prema području primjene: informacijski sustavi nabave, odlučivanja, prodaje, itd.

## Börje Langefors
Jednu od glavnih uloga u razvoju i praktičnoj upotrebi informacijskih sustava ima Börje Langefors. Većinu svojih istraživanja posvetio je generalnoj teoriji koja definira tu disciplinu, neovisno o tehnologiji koja se stalno razvija. Langeforsova definicija glasi:
"Informacijski sustav baziran na računalima je tehnološki ostvaren medij za zapisivanje, spremanje i razumijevanje te širenje lingvističkih izraza, kao i zaključivanje iz istih."

## Daljnja literatura
- Radovan, M., Projektiranje informacijskih sustava, Informator, Zagreb, 1991.
- Vlahović, N. I dr., Poslovni informacijski sustavi, Ekonomski fakultet, Zagreb, 2010.

## Vanjske poveznice
- Börje Langefors